# Jerry Gonzalez/Diskografie

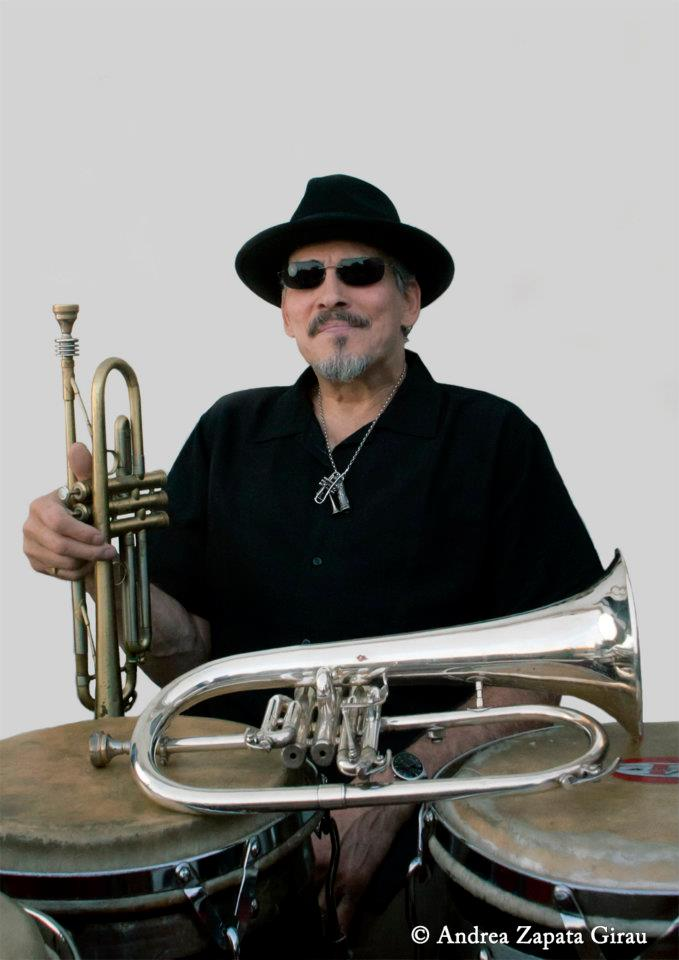
Jerry Gonzalez (2012)

Diese Diskografie ist eine Übersicht über die veröffentlichten Tonträger des Jazzmusikers Jerry Gonzalez. Sie umfasst seine Alben unter eigenem Namen (Abschnitt 1), Alben mit der Formation Libre (Abschnitt 2) und seine Mitwirkungen als Gastmusiker bei weiteren Produktionen (Abschnitt 3). Nach Angaben des Diskografen Tom Lord war er zwischen 1971 und 2010 an 96 Aufnahmesessions beteiligt.

## Alben unter eigenem Namen
Dieser Abschnitt listet die von Jerry Gonzales zu Lebzeiten veröffentlichten LPs und CDs chronologisch nach Aufnahmejahr.
| Album                                     | Musiklabel        | Aufnahme | VÖ    | Anmerkungen |
| ----------------------------------------- | ----------------- | -------- | ----- | --- |
| Ya Yo Me Cure                             | American Clavé    | 1979     | 1980  | mit Angel "Papo" Vazquez, Steve Turre, Mario Rivera, Hilton Ruiz, Edgardo Miranda, Andy Gonzalez, Carlos Mestre, Gene Golden, Vincent George, Nicky Marrero, Don Alias, Frankie Rodriguez, Milton Cardona |
| The River Is Deep                         | enja              | 1982     | 1982  | Jerry Gonzalez and The Fort Apache Band, mit Jerry Gonzalez (tp,flhrn,perc), Steve Turre, Angel "Papo" Vazquez, Wilfredo Velez, Jorge Dalto, Edgardo Miranda, Andy Gonzalez, Steve Berrios, Gene Golden, Hector Hernandez, Nicky Marrero, Frankie Rodriguez                                                         |
| Rumba Para Monk                           | Sunnyside Records | 1988     | 1989  | mit Jerry Gonzalez (tp, flhrn, cga,chekere, bells,guiro), Carter Jefferson, Larry Willis, Andy Gonzalez, Steve Berrios |
| Obatala                                   | enja              | 1988     | 1989? | Jerry Gonzalez & The Fort Apache Band, mit Angel "Papo" Vazquez, John Stubblefield, Larry Willis, Edgardo Miranda, Andy Gonzalez, Steve Berrios |
| Earthdance                                | Sunnyside         | 1990     | 1991  | Jerry Gonzalez & Fort Apache Band, mit Jerry Gonzalez (tp,flhrn,cga), Joe Ford, Carter Jefferson, Larry Willis, Andy Gonzalez, Steve Berrios |
| Moliendo Cafe (To Wisdom the Prize)       | Sunnyside         | 1991     | 1992  | Jerry Gonzalez & The Fort Apache Band, mit Jerry Gonzalez (tp,flhrn,cga,quinto), Carter Jefferson, Joe Ford, Larry Willis, Andy Gonzalez, Steve Berrios |
| Crossroads                                | Milestone         | 1994     | 1995  | Jerry Gonzalez & The Fort Apache Band, mit Jerry Gonzalez (tp,flhrn,cga), Joe Ford, John Stubblefield, Larry Willis, Andy Gonzalez, Steve Berrios |
| Pensativo                                 | Milestone         | 1995     | 1996  | Jerry Gonzalez & The Fort Apache Band, mit Jerry Gonzalez (tp,flhrn,cga), Joe Ford, John Stubblefield, Larry Willis, Andy Gonzalez, Steve Berrios |
| Fire Dance                                | Milestone         | 1996     | 1996  | Jerry Gonzalez & The Fort Apache Band, mit Jerry Gonzalez (tp,flhrn,cga), Joe Ford, John Stubblefield, Larry Willis, Andy Gonzalez, Steve Berrios |
| A Primera Vista                           | Blue Art          | 2001     | 2002  | Duo Jerry Gonzalez & Federico Lechner (Piano) |
| Jerry Gonzalez Y los Piratas del Flamenco | Sunnyside         | 2001     | 2002? | Jerry Gonzalez (tp,perc,cajon,cga), mit Niño Josele, Juan Jose Suarez Paquete, Israel Sandoval, Andy Gonzalez, Diego „El Cigala“, Carlos Carcas, Silvina, Israel „Piraña“ Suarez, Piratas del Flamenco |
| Rumba Buhaina                             | Random Chance     | 2005     | 2006  | Jerry Gonzalez & The Fort Apache Band, mit Jerry Gonzalez (tp,flhrn,cga,perc), Joe Ford, Larry Willis, Andy Gonzalez, Steve Berrios |
| Music for Big Band                        | Emarcy            | 2006     | 2007? | Jerry Gonzalez (tp) mit David Pastor, Jonathan Badichi, Dennie Hernandez, Roger Font, Norman Hogue, Juanjo Arrom, Pat Enguix, el Sunaro, Jorge Pardo, Gorka Benítez, Antonio Peral, Carlos Nostro, Edu Tancredi, Pep Mendoza, Jordi Fiol, Tito Busquets, Antonio Sanchez, Marc Vila, Miguel Blanco, Jaume Maristany |
| Y el Comando de la Clave                  | Sunnyside         | 2010     | 2011  | Jerry Gonzalez (tp,flhrn,cga,backing-vcl) mkt Javier „Caramelo“ Masso, Alain Perez, Kiki Ferrer, Diego „El Cigala“, Alberto „Chele“ Cobo, Israel „Piraña“ Suarez |

## Alben mit Libra
| Album                                      | Musiklabel        | VÖ   | Anmerkungen                               |
| ------------------------------------------ | ----------------- | ---- | ----------------------------------------- |
| Con Salsa.... Con Ritmo Volume 1           | Salsoul Records   | 1976 |                                           |
| Con Salsa Con Ritmo Vol. 2 – Tiene Calidad | Salsoul Records   | 1978 |                                           |
| Los Lideres de la Salsa                    | Salsoul Records   | 1979 |                                           |
| Libre Increiblen                           | Salsoul Records   | 1981 | Manny Oquendo Y Su Conjunto Libre         |
| Ritmo Sonido Estilo                        | Montuno Records   | 1983 | Manny Oquendo Y Su Conjunto Libre         |
| Ahora                                      | AMO               | 1993 | Manny Oquendo & Libre                     |
| Mejor Que Nunca                            | Milestone Records | 1994 | Manny Oquendo & Libre                     |
| On the Move (Muevete)                      | Milestone Records | 1996 | Manny Oquendo & Libre                     |
| Los New Yorkiños!                          | Milestone Records | 2000 | Manny Oquendo & Libre – Los New Yorkiños! |

## Mitwirkungen als Solist bei weiteren Produktionen
| Album                                         | Künstler                                                   | rec     | Musiklabel       | Anmerkungen |
| --------------------------------------------- | ---------------------------------------------------------- | ------- | ---------------- | --- |
| Portrait of Jenny                             | Dizzy Gillespie                                            | 1971    | Perception       | u. a. mit Mike Longo, Patato Valdés |
| Communications Network                        | Clifford Thornton Ensemble                                 | 1972    | Third World      | Gonzalez ist zu hören in „Festivals and Funerals“ |
| The Gardens of Harlem                         | Clifford Thornton and the Jazz Composers Orchestra         | 1974    | JCOA             | u. a. mit Hannibal Marvin Peterson, Wadada Leo Smith, Ted Daniel, Bob Stewart, Dewey Redman, Carlos Ward, Roland Alexander, Pat Patrick, George Barrow, Carla Bley, Andy González, Milton Cardona                                                                                                  |
| Paunetto’s Point                              | Bobby Paunetto                                             | 1974    | Pathfinder       | u. a. mit Tom Harrell, Billy Drewes, Ronnie Cuber |
| Commit to Memory                              | Bobby Vince Paunetto                                       | 1976    | Pathfinder       | |
| Coup de Tête                                  | Kip Hanrahan                                               | 1980–81 | American Clavé   | Gonzalez wird nur bei 7 der 9 Titel als Perkussionist eingesetzt |
| Latin New York 1980-1983/Live from Soundscape | Tito Puente                                                | 1980    | DIW Records      | mit Mario Rivera, Jorge Dalto, Andy Gonzalez, Jerry Gonzalez, Nicky Marrero |
| Paquito Blowin’                               | Paquito D’Rivera                                           | 1981    | Columbia         | mit Mario Rivera, Jorge Dalto, Hilton Ruiz, Eddie Gomez, Russell Blake, Ignacio Berroa, Jerry Gonzalez (perc), Daniel Ponce |
| Looking Out                                   | McCoy Tyner                                                | 1982    | Columbia         | mit Gary Bartz, Carlos Santana, Stanley Clarke, Buddy Williams, Jerry Gonzalez (perc), Phyllis Hyman |
| Desire Develops an Edge                       | Kip Hanrahan                                               | 1982–83 | American Clavé   | u. a. mit Hannibal Marvin Peterson, Jerry Gonzalez (Trompete, Conga), Teo Macero, John Zorn, Ned Rothenberg, Ricky Ford, John Stubblefield, Arto Lindsay, John Scofield, Steve Swallow, Jamaaladeen Tacuma, Ignacio Berroa, Anton Fier, Jack Bruce                                                 |
| On Broadway                                   | Tito Puente and His Latin Ensemble                         | 1982    | Concord Picante  | mit Jimmy Frisaura, Ray Gonzales, Mario Rivera, Alfredo De La Fe, Jorge Dalto, Edgardo Miranda, Bobby Rodriguez, Johnny Rodriguez, Jerry FGonzales (Flügelhorn, Conga) |
| One Who Sees All Things                       | Harry Whitaker                                             | 1982    | Smalls           | |
| Talking to the Sun                            | Abbey Lincoln                                              | 1983    | enja             | mit Steve Coleman, James Weidman, Billy Johnson, Marc Johnson, Jerry Gonzalez (perc), Arlene Knox, Bemshee Shirer, Naima Williams |
| Masterpiece                                   | Patato Valdés                                              | 1984    | Messidor Records | |
| Love Is Here                                  | Roslyn Burrough                                            | 1984    | Sunnyside        | mit Jerry Gonzalez (tp,perc), Onaje Allan Gumbs, Kirk Lightsey, Warren Smith, Kevin Eubanks, Rufus Reid, Eddie Gladden, Akira Tana |
| Humble People                                 | Flora Purim                                                | 1985    | Concord          | u. a. mit Jeff Elliot, David Sanborn, Joe Farrell, Kei Akagi, Jorge Dalto, Jerry Gonzalez, Milton Cardona (bata-drum), Airto Moreira |
| Days and Nights of Blue Luck Inverted         | Kip Hanrahan                                               | 1985–87 | Pangaea          | u. a. mit Lew Soloff, Jerry Gonzalez (tp), Charles Neville, John Stubblefield, David Murray, Mario Rivera, George Adams, Fernando Saunders, Steve Swallow, Ignacio Berroa, Willie Green, Anton Fier, Milton Cardona, Carmen Lundy                                                                  |
| Progress Report                               | James Williams Sextet                                      | 1985    | Sunnyside        | mit Bill Easley, Bill Pierce, Kevin Eubanks, Rufus Reid, Tony Reedus, Jerry Gonzalez (Conga in „Progress Report“) |
| Live in New York City, Volume One             | Jaco Pastorius                                             | 1985    | Big World        | u. a. mit Jerry Gonzalez (tp,cga), Alex Foster, Hiram Bullock, Kenwood Dennard |
| Live in New York City, Volume Three           | Jaco Pastorius                                             | 1985    | Big World        | mit Jerry Gonzalez (tp,cga), Alex Foster, Butch Thomas, Mike Gerber, Delmar Brown, Hiram Bullock, Kenwood Dennard |
| Music World                                   | Jamaaladeen Tacuma                                         | 1986    | Gramavision      | Gonzales ist zu hören in „Jamila’s Theme“. |
| First Affairs                                 | Kirk Lightsey                                              | 1986    | Limetree         | mit Santi DeBriano, Eddie Gladden, Jerry Gonzalez (perc) |
| Everything Is Changed                         | Kirk Lightsey Quartet                                      | 1986    | Sunnyside        | mit Jerry Gonzalez (tp,flhrn,cga), Bobby Routch, Santi DeBriano, Eddie Gladden, Chico Freeman, Famoudou Don Moye |
| All Roads Are Made of the Flesh               | Kip Hanrahan                                               | 1986/94 | American Clavé   | Gonzales ist zu hören in „The same dawn, at almost the exact same moment, actually smiles at Don in Passaic“. |
| Movies                                        | Franco Ambrosetti and Friends                              | 1986    | enja             | mit Geri Allen, John Scofield, Michael Formanek, Daniel Humair, Jerry Gonzalez (perc) |
| Route 66                                      | Vivian Lord                                                | 1986    | CBS/Sony         | mit Jerry Gonzalez (tp), Kenny Kirkland, Anthony Cox, Ronnie Burrage |
| (Kompilation)                                 | Steve Turre Sextet                                         | 1987    | Stash            | mit Jon Faddis, Akua Dixon, Mulgrew Miller, Peter Washington, Idris Muhammad, Jerry Gonzalez (cga) |
| (Kompilation)                                 | Descarga Septet                                            | 1987    | Stash            | mit Jon Faddis, Steve Turre, Mulgrew Miller, Andy Gonzalez, Manny Oquendo, Jerry Gonzalez, Idris Muhammad |
| Temptation                                    | Kirk Lightsey Trio Featuring Freddie Hubbard               | 1987    | Baystate         | mit Freddie Hubbard, Santi DeBriano, Eddie Gladden, Jerry Gonzalez (perc in „Gibraltar“) |
| Obeah                                         | Santi Debriano                                             | 1987    | Freelance        | mit Jerry Gonzalez (tp,flhrn,cga,cow bell), Sonny Fortune, Kenny Barron, Paul Meyers (git), Billy Hart |
| El Camino (The Road)                          | Hilton Ruiz                                                | 1987    | RCA Novus        | mit Lew Soloff, Dick Griffin, Sam Rivers, Rodney Jones, Andy Gonzalez, Steve Berrios, Jerry Gonzalez (cga,perc), Endel Dueno, Jose Alexis Daz |
| Different Perspectives                        | Robin Eubanks                                              | 1988    | JMT              | mit Michael Philip Mossman, Slide Hampton, Clifton Anderson, Douglas Purviance, Steve Coleman, James Weidman, Kevin Eubanks, Rael Wesley, Peter Washington, Terri Lyne Carrington, Jeff Tain Watts, Jerry Gonzalez (perc)                                                                          |
| Heavy Blue                                    | Larry Willis Quintet                                       | 1989    | SteepleChase     | mit Jerry Gonzalez (tp,flhrn), Joe Ford, Don Pate, Jeff Tain Watts |
| The Island                                    | Roy Haynes                                                 | 1990    | Explore          | mit Graham Haynes, Craig Handy, George Adams, David Kikoski, Harry Whitaker, Barry Finnerty, Spaceman Patterson, Marcus Miller, Cecil McBee, Jerry Gonzalez, Steve Thornton, Chuggy Carter (perc)                                                                                                  |
| Trio + Two                                    | Cindy Blackman/Santi Debriano/Dave Fiuczynski              | 1990    | Freelance        | mit Greg Osby, Jerry Gonzalez (Conga in „Dreams So Real“) |
| Kenny Kirkland                                | Kenny Kirkland                                             | 1991    | GRP Records      | als Perkussionist auf zwei von elf Titeln |
| Performs the Music of Sting                   | Bob Belden Ensemble                                        | 1991    | Blue Note        | Jerry Gonzalez ist zu hören in „Shadows in the Rain“ |
| The Proper Angle                              | Charles Fambrough                                          | 1991    | CTI              | mit Wynton Marsalis, Roy Hargrove, Branford Marsalis, Joe Ford, Kenny Kirkland, Jeff „Tain“ Watts, Jerry Gonzales (perc) |
| Lop-sided                                     | Herbie Kopf                                                | 1992    | Brambus          | mit James Zollar, Matthias Ziegler, John Voirol, Othmar Kramis, Nathanael Su, Roland Philipp, Christoph Schweizer, Sandra Olajide, Belinda Blair, Greg Galli, Lior Yekutieli, Hans Feigenwinter, Ro Kuijpers, Willy Kotoun, Kevin Austin, Kaspar Rast                                              |
| The Turning Point                             | McCoy Tyner Big Band                                       | 1991    | Verve            | mit Kamau Adilifu, Earl Gardner, Virgil Jones, Steve Turre, Frank Lacy, John Clark, Howard Johnson, Doug Harris, Joe Ford, John Stubblefield, Junior Cook, Avery Sharpe, Aaron Scott, Jerry Gonzalez (perc)                                                                                        |
| New York Big Band                             | John Fedchock                                              | 1992    | Reservoir        | mit Tony Kadleck, Greg Gisbert, Barry Ries, Tim Hagans, Keith O’Quinn, Clark Gayton, George Flynn, Mark Vinci, Jon Gordon, Rich Perry, Scott Robinson, Joel Weiskopf, Lynn Seaton, Dave Ratajczak, Jerry Gonzalez (perc)                                                                           |
| Acoustic Masters II                           | Bobby Hutcherson/Craig Handy/Lenny White/Jerry Gonzalez    | 1993    | Atlantic         | mit Jerry Gonzalez (tp,flhrn), Craig Handy, Bobby Hutcherson, Mulgrew Miller, Ron Carter, Lenny White |
| Journey                                       | McCoy Tyner Big Band                                       | 1993    | Verve            | mit Earl Gardner, Virgil Jones, Eddie Henderson, Steve Turre, Frank "Ku-umba" Lacy, Slide Hampton, John Clark, Tony Underwood, Doug Harris, Joe Ford, Billy Harper, John Stubblefield, Ronnie Cuber, Avery Sharpe, Aaron Scott, Jerry Gonzalez (perc,tp), Valtinho Anastacio (perc), Dianne Reeves |
| Tropic Heat                                   | Dave Valentin                                              | 1994    | GRP              | Jerry Gonzalez (Conga in „Mr. Evil“) |
| A Brazilian Affair                            | Adela Dalto                                                | 1994    | Venus            | |
| ! Songo Festividad !                          | Pamela Wise Featuring Jerry Gonzalez & Wendell Harrison    | 1994    | Wenha            | mit Rayse Biggs, Brad Felt, Jaribu Shahid, Gerald Cleaver, Lawrence Williams, Kamal Amen Ra, Jerry Gonzalez (cga,timb,flhrn), Andrew Daniels, Valencia Edner |
| Impressions                                   | Afro Blue Band                                             | 1994    | Milestone        | |
| Rush & Hustle                                 | Wendell Harrison & The Clarinet Ensemble Feat James Carter | 1994    | Wenha            | Jerry Gonzalez (timbales>) ist zu hören in „Saga of a Carrot“ |
| Sketches of Dreams                            | David Sánchez                                              | 1994    | Columbia         | |
| Music for Six Musicians                       | Don Byron                                                  | 1995    | Nonesuch         | mit Graham Haynes, Edsel Gomez, Kenny Davis, Ben Wittman, Jerry Gonzalez (cga), Bill Frisell, Lonnie Plaxico, Andy Gonzalez, Ralph Peterson, Sadiq |
| Time Shifter                                  | Giovanni Hidalgo                                           | 1995    | SONY             | Gonzales ist zu hören in „Call of the Jungle Bird“ |
| Pure Emotion                                  | Chico O’Farril and His Afro Cuban Jazz Orchestra           | 1995    | Milestone        | u. a. mit Michael Philip Mossman, Ray Chamberlain, Robin Eubanks, Earl McIntyre, Lenny Hambro, Bob Franceschini, Arturo O’Farrill, Andy Gonzalez, Manny Oquendo, Jerry Gonzalez (cga), Steve Berrios                                                                                               |
| Bob Belden’s Shades of Blue                   | Bob Belden                                                 | 1995    | Blue Note        | Gonzales (perc) ist zu hören in „Recado bossa nova“ (mit Gonzalo Rubalcaba, Eddie Gomez, Gregory Hutchinson) |
| A Better Understanding                        | Sonny Fortune                                              | 1995    | Blue Note        | mit Jerry Gonzalez (tp,flhrn,cga), Robin Eubanks, Kenny Barron, Wayne Dockery, Billy Hart, Ronnie Burrage, Steve Berrios |
| Wonders Never Cease                           | Bonnie Strickman                                           | 1996    | Companion        | Jerry Gonzalez (tp) ist zu hören in „Simmer“ |
| Footprints                                    | Bobby Matos and His Afro Cuban Jazz Ensemble               | 1996    | Cubop            | mit Jerry Gonzalez (tp,cga), Mike Turre, Louis Taylor, Victor Cegarra |
| The Music of Marlon Simon                     | Marlon Simon                                               | 1998    | K-Jazz           | u. a. mit Brian Lynch, Bobby Watson, Jerry Gonzalez (cga) ist zu hören in „Heidi“ |
| This Night Becomes a Rumba                    | Deep Rumba                                                 | 1998    | American Clavé   | mit Jerry Gonzalez (tp,perc), Andy Gonzalez, Horacio „El Negro“ Hernandez, Robby Ameen, Milton Cardona, Paolo Mejias, Richard Flores, Kip Hanrahan, Amandito Valdes, Puntilla Orlando Rios, Abraham Rodriguez, Ciamara Laugart, Ruben Blades                                                       |
| Blood Lines                                   | Arturo O’Farrill                                           | 1999    | Milestone        | mit Papo Vazquez, Andy Gonzalez, George Mraz, Horacio „El Negro“ Hernandez, Jerry Gonzalez (perc,cga) |
| Over the Years                                | Abbey Lincoln                                              | 2000    | Verve            | mit Jerry Gonzalez (tp), Joe Lovano, Brandon McCune, Kendra Shank, Jennifer Vincent, John Ormond, Jaz Sawyer |
| Chano Dominguez Septeto                       | Oye Como Viene                                             | 2002    | LOLA             | |
| La Creme Latina                               | Adela Dalto                                                | 2002    | Mujeres Latine   | |
| Subaro: Speak in Tones                        | Mike Ellis/Daniel Moreno                                   | 2003    | Alpha Pocket     | mit Graham Haynes, Jerry Gonzalez (tp,flhrn,cga), Bira Reis, Antoine Roney, Cheick Amadou Tidiane Seck, Luizao Paiva, Jean-Paul Bourelly, Darryl Hall, Reggie Washington, Terreon Gully, Daniel Moreno, Dende, Adam Rudolph, Anderson Souza, Lansine Kouyate                                       |
| Paz                                           | Niño Josele                                                | 2006    |                  | Jerry Gonzalez (tp) ist zu hören in „Never Let Me Go“ |